# Gerhard Rechter

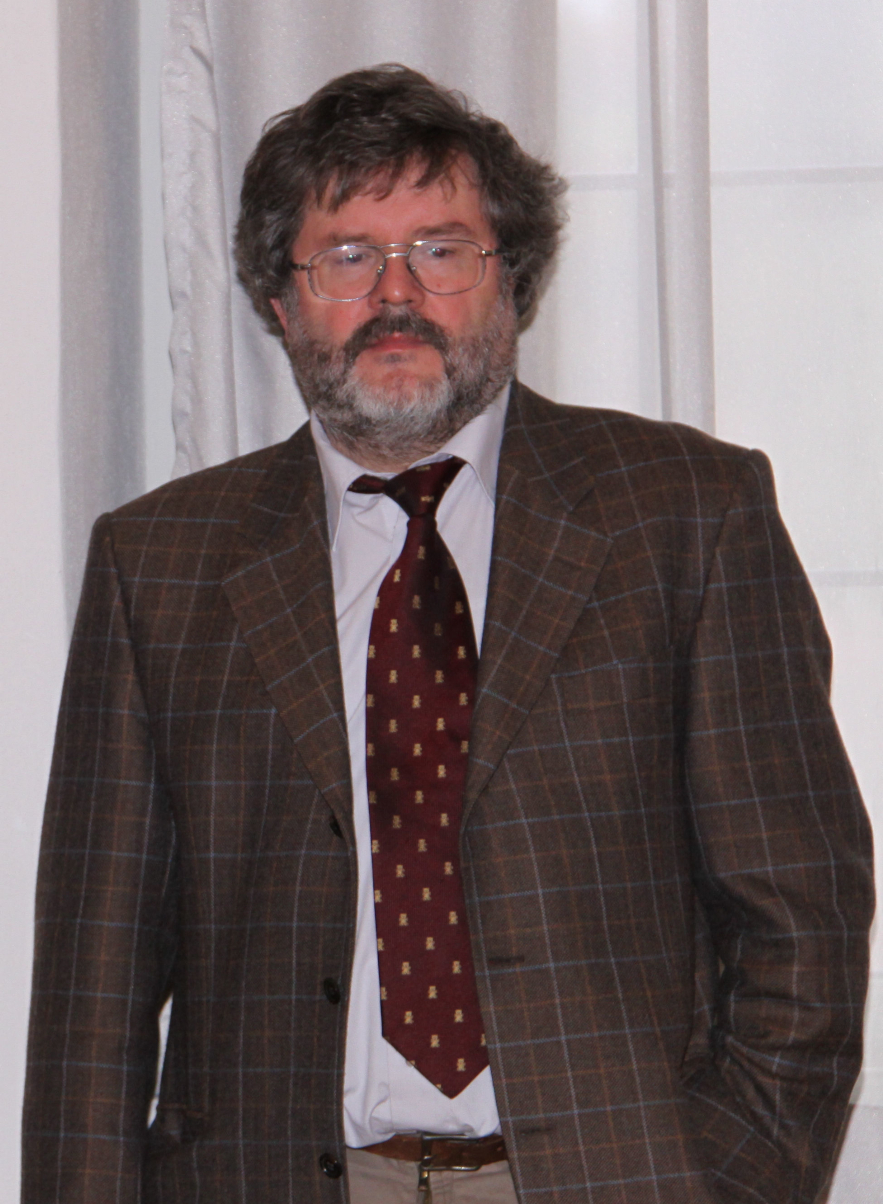
Gerhard Rechter (2009)

Gerhard Rechter (* 28. August 1951 in Bad Windsheim; † 22. Juni 2012 in Nürnberg) war ein deutscher Historiker und Archivar. Sein wissenschaftliches Wirken konzentrierte sich auf die fränkische Landesforschung mit den Schwerpunkten Adels-, Besitz-, und Sozialgeschichte.

## Leben und Wirken
Seine Eltern bewirtschafteten einen Bauernhof und ein kleines Sägewerk in Oberaltenbernheim. Gerhard Rechter besuchte von Frühjahr 1957 bis 1961 die evangelisch-lutherische Volksschule in Unteraltenbernheim und von 1961 bis 1971 das Georg-Wilhelm-Steller-Gymnasium in Bad Windsheim. Nach seinem Abitur studierte er ab dem Wintersemester 1971/72 Germanistik, Geschichte und Sozialkunde an der Universität Erlangen. Sein wichtigster akademischer Lehrer war Alfred Wendehorst. Das Studium beendete er 1976/77 mit der Staatsprüfung für das Lehramt an Höheren Schulen. Er wurde von Wendehorst promoviert mit einer Arbeit über die Geschichte der Landschaft an Aisch, Rezat und Altmühl.
Von 1978 bis 1981 besuchte er die Bayerische Archivschule in München. Rechter wurde 1981 an das Staatsarchiv Nürnberg versetzt. Er wurde 1984 zum Archivrat und 1990 zum Archivoberrat ernannt. Ab 1991 war er Leiter des Staatsarchivs Nürnberg. Ende 1995 wurde Rechter zum ständigen Stellvertreter des Amtsvorstandes des Staatsarchivs Nürnberg berufen. Zum 1. Februar 1998 erfolgte die Beförderung zum Archivdirektor und im März 2002 die Beförderung zum Leitenden Archivdirektor. Er war von 1989 bis zu seinem Tod Zweiter Vorsitzender und langjähriger Schriftleiter des Historischen Vereins für Mittelfranken. Als Archivar gelang ihm die Rückführung des Archivs der gefürsteten Grafschaft Schwarzenberg.
Rechter legte zahlreiche Veröffentlichungen zur fränkischen Adels- und Territorialgeschichte vor. Als sein Hauptwerk gelten die von 1987 bis 2008 erschienenen vier Bände in acht Büchern auf circa 5.200 Seiten der Geschichte der Familie von Seckendorff. Die Freiherren von Seckendorff gehörten dadurch zu den besterforschten Adelsfamilien Frankens. Mit der wissenschaftlichen Erschließung der Crailsheim’schen Archive leistete er einen maßgeblichen Beitrag zur fränkischen Adelsgeschichte. Rechter war einer der führenden Kenner der brandenburg-ansbachischen bzw. brandenburg-bayreuthischen Schriftgutüberlieferung. Er edierte 1985 Das Reichssteuerregister von 1497 vom Markgrafentum Brandenburg-Ansbach.

## Schriften
Schriftenverzeichnis
- Schriftenverzeichnis Gerhard Rechter. In: Jahrbuch des Historischen Vereins für Mittelfranken. Band 101, 2010/12, S. XVII–XXIX.

Editionen
- Das Reichssteuerregister von 1497 des Fürstentums Brandenburg-Ansbach-Kulmbach oberhalb Gebürgs (= Quellen und Forschungen zur fränkischen Familiengeschichte. Band 2). Selbstverlag der Gesellschaft für Familienforschung in Franken, Nürnberg 1988.

Monographien
- Lichtenau und seine Menschen. Die Festung, der Marktort und die Grundherrschaft seit dem 15. Jahrhundert. Ein Häuserbuch. Gesellschaft für Familienforschung in Franken, Nürnberg 2010, ISBN 978-3-929865-34-9.
- Das Land zwischen Aisch und Rezat. Die Kommende Virnsberg Deutschen Ordens und die Rittergüter im oberen Zenngrund (= Schriften des Zentralinstituts für Fränkische Landeskunde und Allgemeine Regionalforschung an der Universität Erlangen-Nürnberg. Band 20). Degener, Neustadt/Aisch 1981, ISBN 3-7686-4091-4.

Herausgeberschaften
- mit Jürgen Schneider: Festschrift Alfred Wendehorst. Zum 65. Geburtstag gewidmet von Kollegen, Freunden, Schülern (= Jahrbuch für Fränkische Landesforschung. Band 52). 2 Bände. Degener in Kommission, Neustadt (Aisch) 1992, ISBN 3-7686-9118-7.